# Sienna Spiro
Sienna Spiro (* 25. September 2005 in England) ist eine britische Musikerin.

## Leben und Karriere
Spiro schrieb mit zehn Jahren ihre ersten eigenen Songs und entwickelte ihr Talent als Sängerin und Songwriterin. Zu ihren musikalischen Inspirationen gehören Etta James und Frank Sinatra, aber auch Hip-Hop-Legenden der frühen 2000er Jahre. Dadurch wurde auch ihr Modestil beeinflusst.
Auf verschiedenen Social-Media-Plattformen baute Spiro mit Cover- und Lipsyncvideos eine Community auf. Im Mai 2024 veröffentlichte sie dann ihre Debütsingle „Need me“, ein Klavierstück, das über 1,2 Millionen Streams erreichte. Die soulige Ballade mit Moll-Akkorden und Tonartwechseln basiert auf Spiros persönlichen Erfahrungen. Es folgten die Singles Maybe., Taxi driver und Back to blonde.

## Diskografie

### Singles
| Jahr | Titel Album      | Höchstplatzierung, Gesamtwochen, AuszeichnungChartsChartplatzierungen (Jahr, Titel, Album, Platzierungen, Wochen, Auszeichnungen, Anmerkungen) | Anmerkungen                             |
| Jahr | Titel Album      | UK | Anmerkungen                             |
| ---- | ---------------- | --- | --------------------------------------- |
| 2024 | Back to blonde – | — | Erstveröffentlichung: 15. November 2024 |
| 2024 | Taxi driver –    | — | Erstveröffentlichung: 4. Oktober 2024   |
| 2024 | Maybe. –         | UK75 Silber · (4 Wo.)UK | Erstveröffentlichung: 2. August 2024    |
| 2024 | Need me –        | — | Erstveröffentlichung: 24. Mai 2024      |